# Oëy
Oëy est une commune associée du département de la Meuse, en région Grand Est. 
Elle a pour patron, Saint Remy, fêté le 1er octobre.

## Toponymie
Anciennes mentions : Oey (1495-96) ; Ouey (1700) ; Oeyum (1749).
Oye est un oey « oeil » et par extension « point d'émergence d'une source », du ruisseau Le Noitel qui prend sa source sur le territoire d’Oëy, traverse le village et passe à Morlaincourt.

## Histoire
Le village d'Oëy dépendait du Barrois mouvant avant 1790. Sur le plan spirituel, il dépendait du  diocèse de Toul (archidiaconé et doyenné de Ligny), en tant qu'annexe de Morlaincourt.
Entre 1861 et 1862, l'église actuelle est construite dans un style ogival-flamboyant. Cette dernière est bénite en 1862 par Mgr Louis Rossat, évêque de Verdun.
Le 1er janvier 1973, Morlaincourt devient Chanteraine à la suite de sa fusion-association avec Chennevières et Oëy.

## Administration
| Période                                  | Période | Identité           | Étiquette | Qualité |
| ---------------------------------------- | ------- | ------------------ | --------- | ------- |
| 1989                                     | 2001    | Jean-Luc Muster    |           |         |
|                                          |         | Véronique FOLLIARD |           |         |
| Les données manquantes sont à compléter. |         |                    |           |         |

## Démographie
| 1793 | 1806 | 1821 | 1831 | 1836 | 1841 | 1846 | 1851 | 1856 |
| ---- | ---- | ---- | ---- | ---- | ---- | ---- | ---- | ---- |
| 234  | 269  | 273  | 292  | 243  | 262  | 276  | 280  | 251  |

| 1861 | 1866 | 1872 | 1876 | 1881 | 1886 | 1891 | 1896 | 1901 |
| ---- | ---- | ---- | ---- | ---- | ---- | ---- | ---- | ---- |
| 259  | 264  | 231  | 252  | 243  | 244  | 218  | 205  | 185  |

| 1906 | 1911 | 1921 | 1926 | 1936 | 1946 | 1954 | 1962 | 1968 |
| ---- | ---- | ---- | ---- | ---- | ---- | ---- | ---- | ---- |
| 168  | 148  | 110  | 109  | 91   | 72   | 104  | 94   | 65   |